# Liste des émissions de franc français sous le Second Empire

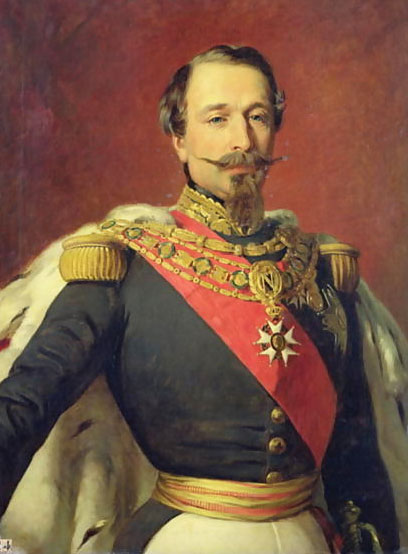
L'empereur Napoléon III dont l'effigie est présente sur l'avers des pièces de cette période.

Cet article liste les émissions de franc français sous le Second Empire entre 1852 et 1870. Ces pièces sont à l'effigie de l'empereur Napoléon III.

## Union monétaire latine
L'Union latine unit à partir du 23 décembre 1865 les monnaies de quatre pays : la France, la Belgique, la Suisse et l'Italie. Elle permet ainsi une libre circulation des pièces entre ces pays, leur valeur étant basée sur celle du métal qui les compose : l'or et l'argent.
Cela oblige les pays à adapter le titrage de leurs pièces, ce qui se traduira par exemple pour les pièces françaises par le passage du type Napoléon III tête nue à tête laurée, avec refonte des anciennes. Ces dernières valant finalement bien plus que les nouvelles du même montant. 

## Types de circulation courante

### 1 centime
| \| 1 centime Napoléon III (Tête nue) \| | \| 1 centime Napoléon III (Tête nue) \|                                                            | \| 1 centime Napoléon III (Tête nue) \|                                                   | \| 1 centime Napoléon III (Tête nue) \|                                                   | \| 1 centime Napoléon III (Tête nue) \| |
| --- | -------------------------------------------------------------------------------------------------- | ----------------------------------------------------------------------------------------- | ----------------------------------------------------------------------------------------- | --------------------------------------- |
| | |                                                                                           |                                                                                           |                                         |
| Avers : Napoléon III tête nue, entouré de l'inscription « Napoléon III Empereur » et du millésime.                                                     | Avers : Napoléon III tête nue, entouré de l'inscription « Napoléon III Empereur » et du millésime. | Revers : Aigle impériale entourée de l'inscription « Empire Français » et « Un centime ». | Revers : Aigle impériale entourée de l'inscription « Empire Français » et « Un centime ». |                                         |
| Masse 1 g | Alliage Bronze                                                                                     | Diamètre 15 mm                                                                            | Épaisseur                                                                                 |                                         |
| Artiste(s) Jacques-Jean Barre | Artiste(s) Jacques-Jean Barre                                                                      | Tranche Lisse                                                                             | Tranche Lisse                                                                             |                                         |
| Millésimes 1853-1857 | |                                                                                           |                                                                                           |                                         |
| | |                                                                                           |                                                                                           |                                         |
| Remarques – Marque des ateliers monétaires sur le revers : A (Paris), B (Rouen), BB (Strasbourg), D (Lyon), K (Bordeaux), MA (Marseille) et W (Lille). | |                                                                                           |                                                                                           |                                         |
| 1 centime Napoléon III (Tête nue) | |                                                                                           |                                                                                           |                                         |

| \| 1 centime Napoléon III (Tête laurée) \|                                                             | \| 1 centime Napoléon III (Tête laurée) \|                                                            | \| 1 centime Napoléon III (Tête laurée) \|                                                | \| 1 centime Napoléon III (Tête laurée) \|                                                | \| 1 centime Napoléon III (Tête laurée) \| |
| --- | --- | ----------------------------------------------------------------------------------------- | ----------------------------------------------------------------------------------------- | ------------------------------------------ |
| Avers et revers                                                                                        | |                                                                                           |                                                                                           |                                            |
| Avers : Napoléon III tête laurée, entouré de l'inscription « Napoléon III Empereur » et du millésime.  | Avers : Napoléon III tête laurée, entouré de l'inscription « Napoléon III Empereur » et du millésime. | Revers : Aigle impériale entourée de l'inscription « Empire Français » et « Un centime ». | Revers : Aigle impériale entourée de l'inscription « Empire Français » et « Un centime ». |                                            |
| Masse 1 g                                                                                              | Alliage Bronze                                                                                        | Diamètre 15 mm                                                                            | Épaisseur                                                                                 |                                            |
| Artiste(s) Jacques-Jean Barre                                                                          | Artiste(s) Jacques-Jean Barre                                                                         | Tranche Lisse                                                                             | Tranche Lisse                                                                             |                                            |
| Millésimes 1861-1862 et 1870                                                                           | |                                                                                           |                                                                                           |                                            |
| | |                                                                                           |                                                                                           |                                            |
| Remarques – Marque des ateliers monétaires sur le revers : A (Paris), BB (Strasbourg) et K (Bordeaux). | |                                                                                           |                                                                                           |                                            |
| 1 centime Napoléon III (Tête laurée)                                                                   | |                                                                                           |                                                                                           |                                            |

### 2 centimes
| \| 2 centimes Napoléon III (Tête nue) \| | \| 2 centimes Napoléon III (Tête nue) \|                                                           | \| 2 centimes Napoléon III (Tête nue) \|                                                     | \| 2 centimes Napoléon III (Tête nue) \|                                                     | \| 2 centimes Napoléon III (Tête nue) \| |
| --- | -------------------------------------------------------------------------------------------------- | -------------------------------------------------------------------------------------------- | -------------------------------------------------------------------------------------------- | ---------------------------------------- |
| Revers | |                                                                                              |                                                                                              |                                          |
| Avers : Napoléon III tête nue, entouré de l'inscription « Napoléon III Empereur » et du millésime.                                                     | Avers : Napoléon III tête nue, entouré de l'inscription « Napoléon III Empereur » et du millésime. | Revers : Aigle impériale entourée de l'inscription « Empire Français » et « Deux Centimes ». | Revers : Aigle impériale entourée de l'inscription « Empire Français » et « Deux Centimes ». |                                          |
| Masse 2 g | Alliage Bronze                                                                                     | Diamètre 20 mm                                                                               | Épaisseur                                                                                    |                                          |
| Artiste(s) Jacques-Jean Barre | Artiste(s) Jacques-Jean Barre                                                                      | Tranche Lisse                                                                                | Tranche Lisse                                                                                |                                          |
| Millésimes 1853-1857 | |                                                                                              |                                                                                              |                                          |
| | |                                                                                              |                                                                                              |                                          |
| Remarques – Marque des ateliers monétaires sur le revers : A (Paris), B (Rouen), BB (Strasbourg), D (Lyon), K (Bordeaux), MA (Marseille) et W (Lille). | |                                                                                              |                                                                                              |                                          |
| 2 centimes Napoléon III (Tête nue) | |                                                                                              |                                                                                              |                                          |

| \| 2 centimes Napoléon III (Tête laurée) \|                                                            | \| 2 centimes Napoléon III (Tête laurée) \|                                                           | \| 2 centimes Napoléon III (Tête laurée) \|                                                  | \| 2 centimes Napoléon III (Tête laurée) \|                                                  | \| 2 centimes Napoléon III (Tête laurée) \| |
| --- | --- | -------------------------------------------------------------------------------------------- | -------------------------------------------------------------------------------------------- | ------------------------------------------- |
| Avers et revers                                                                                        | |                                                                                              |                                                                                              |                                             |
| Avers : Napoléon III tête laurée, entouré de l'inscription « Napoléon III Empereur » et du millésime.  | Avers : Napoléon III tête laurée, entouré de l'inscription « Napoléon III Empereur » et du millésime. | Revers : Aigle impériale entourée de l'inscription « Empire Français » et « Deux Centimes ». | Revers : Aigle impériale entourée de l'inscription « Empire Français » et « Deux Centimes ». |                                             |
| Masse 2 g                                                                                              | Alliage Bronze                                                                                        | Diamètre 20 mm                                                                               | Épaisseur                                                                                    |                                             |
| Artiste(s) Jacques-Jean Barre                                                                          | Artiste(s) Jacques-Jean Barre                                                                         | Tranche Lisse                                                                                | Tranche Lisse                                                                                |                                             |
| Millésimes 1861-1862 et 1868                                                                           | |                                                                                              |                                                                                              |                                             |
| | |                                                                                              |                                                                                              |                                             |
| Remarques – Marque des ateliers monétaires sur le revers : A (Paris), BB (Strasbourg) et K (Bordeaux). | |                                                                                              |                                                                                              |                                             |
| 2 centimes Napoléon III (Tête laurée)                                                                  | |                                                                                              |                                                                                              |                                             |

### 5 centimes
| \| 5 centimes Napoléon III (Tête nue) \| | \| 5 centimes Napoléon III (Tête nue) \|                                                           | \| 5 centimes Napoléon III (Tête nue) \|                                                     | \| 5 centimes Napoléon III (Tête nue) \|                                                     | \| 5 centimes Napoléon III (Tête nue) \| |
| --- | -------------------------------------------------------------------------------------------------- | -------------------------------------------------------------------------------------------- | -------------------------------------------------------------------------------------------- | ---------------------------------------- |
| Avers et revers | |                                                                                              |                                                                                              |                                          |
| Avers : Napoléon III tête nue, entouré de l'inscription « Napoléon III Empereur » et du millésime.                                                     | Avers : Napoléon III tête nue, entouré de l'inscription « Napoléon III Empereur » et du millésime. | Revers : Aigle impériale entourée de l'inscription « Empire Français » et « Cinq Centimes ». | Revers : Aigle impériale entourée de l'inscription « Empire Français » et « Cinq Centimes ». |                                          |
| Masse 5 g | Alliage Bronze                                                                                     | Diamètre 25 mm                                                                               | Épaisseur 1,3 mm                                                                             |                                          |
| Artiste(s) Jacques-Jean Barre | Artiste(s) Jacques-Jean Barre                                                                      | Tranche Lisse                                                                                | Tranche Lisse                                                                                |                                          |
| Millésimes 1853-1857 | |                                                                                              |                                                                                              |                                          |
| | |                                                                                              |                                                                                              |                                          |
| Remarques – Marque des ateliers monétaires sur le revers : A (Paris), B (Rouen), BB (Strasbourg), D (Lyon), K (Bordeaux), MA (Marseille) et W (Lille). | |                                                                                              |                                                                                              |                                          |
| 5 centimes Napoléon III (Tête nue) | |                                                                                              |                                                                                              |                                          |

| \| 5 centimes Napoléon III (Tête laurée) \|                                                            | \| 5 centimes Napoléon III (Tête laurée) \|                                                           | \| 5 centimes Napoléon III (Tête laurée) \|                                                  | \| 5 centimes Napoléon III (Tête laurée) \|                                                  | \| 5 centimes Napoléon III (Tête laurée) \| |
| --- | --- | -------------------------------------------------------------------------------------------- | -------------------------------------------------------------------------------------------- | ------------------------------------------- |
| Revers                                                                                                 | |                                                                                              |                                                                                              |                                             |
| Avers : Napoléon III tête laurée, entouré de l'inscription « Napoléon III Empereur » et du millésime.  | Avers : Napoléon III tête laurée, entouré de l'inscription « Napoléon III Empereur » et du millésime. | Revers : Aigle impériale entourée de l'inscription « Empire Français » et « Cinq Centimes ». | Revers : Aigle impériale entourée de l'inscription « Empire Français » et « Cinq Centimes ». |                                             |
| Masse 5 g                                                                                              | Alliage Bronze                                                                                        | Diamètre 25 mm                                                                               | Épaisseur                                                                                    |                                             |
| Artiste(s) Jacques-Jean Barre                                                                          | Artiste(s) Jacques-Jean Barre                                                                         | Tranche Lisse                                                                                | Tranche Lisse                                                                                |                                             |
| Millésimes 1861-1865                                                                                   | |                                                                                              |                                                                                              |                                             |
| | |                                                                                              |                                                                                              |                                             |
| Remarques – Marque des ateliers monétaires sur le revers : A (Paris), BB (Strasbourg) et K (Bordeaux). | |                                                                                              |                                                                                              |                                             |
| 5 centimes Napoléon III (Tête laurée)                                                                  | |                                                                                              |                                                                                              |                                             |

### 10 centimes
| \| 10 centimes Napoléon III (Tête nue) \| | \| 10 centimes Napoléon III (Tête nue) \|                                                          | \| 10 centimes Napoléon III (Tête nue) \|                                                   | \| 10 centimes Napoléon III (Tête nue) \|                                                   | \| 10 centimes Napoléon III (Tête nue) \| |
| --- | -------------------------------------------------------------------------------------------------- | ------------------------------------------------------------------------------------------- | ------------------------------------------------------------------------------------------- | ----------------------------------------- |
| Avers et revers | |                                                                                             |                                                                                             |                                           |
| Avers : Napoléon III tête nue, entouré de l'inscription « Napoléon III Empereur » et du millésime.                                                     | Avers : Napoléon III tête nue, entouré de l'inscription « Napoléon III Empereur » et du millésime. | Revers : Aigle impériale entourée de l'inscription « Empire Français » et « Dix Centimes ». | Revers : Aigle impériale entourée de l'inscription « Empire Français » et « Dix Centimes ». |                                           |
| Masse 10 g | Alliage Bronze                                                                                     | Diamètre 30 mm                                                                              | Épaisseur                                                                                   |                                           |
| Artiste(s) Jacques-Jean Barre | Artiste(s) Jacques-Jean Barre                                                                      | Tranche Lisse                                                                               | Tranche Lisse                                                                               |                                           |
| Millésimes 1852-1857 | |                                                                                             |                                                                                             |                                           |
| | |                                                                                             |                                                                                             |                                           |
| Remarques – Marque des ateliers monétaires sur le revers : A (Paris), B (Rouen), BB (Strasbourg), D (Lyon), K (Bordeaux), MA (Marseille) et W (Lille). | |                                                                                             |                                                                                             |                                           |
| 10 centimes Napoléon III (Tête nue) | |                                                                                             |                                                                                             |                                           |

| \| 10 centimes Napoléon III (Tête laurée) \|                                                           | \| 10 centimes Napoléon III (Tête laurée) \|                                                          | \| 10 centimes Napoléon III (Tête laurée) \|                                                | \| 10 centimes Napoléon III (Tête laurée) \|                                                | \| 10 centimes Napoléon III (Tête laurée) \| |
| --- | --- | ------------------------------------------------------------------------------------------- | ------------------------------------------------------------------------------------------- | -------------------------------------------- |
| Avers et revers                                                                                        | |                                                                                             |                                                                                             |                                              |
| Avers : Napoléon III tête laurée, entouré de l'inscription « Napoléon III Empereur » et du millésime.  | Avers : Napoléon III tête laurée, entouré de l'inscription « Napoléon III Empereur » et du millésime. | Revers : Aigle impériale entourée de l'inscription « Empire Français » et « Dix Centimes ». | Revers : Aigle impériale entourée de l'inscription « Empire Français » et « Dix Centimes ». |                                              |
| Masse 10 g                                                                                             | Alliage Bronze                                                                                        | Diamètre 30 mm                                                                              | Épaisseur                                                                                   |                                              |
| Artiste(s) Jacques-Jean Barre                                                                          | Artiste(s) Jacques-Jean Barre                                                                         | Tranche Lisse                                                                               | Tranche Lisse                                                                               |                                              |
| Millésimes 1861-1865                                                                                   | |                                                                                             |                                                                                             |                                              |
| | |                                                                                             |                                                                                             |                                              |
| Remarques – Marque des ateliers monétaires sur le revers : A (Paris), BB (Strasbourg) et K (Bordeaux). | |                                                                                             |                                                                                             |                                              |
| 10 centimes Napoléon III (Tête laurée)                                                                 | |                                                                                             |                                                                                             |                                              |

### 20 centimes
| \| 20 centimes Napoléon III (Tête nue) \|                                                          | \| 20 centimes Napoléon III (Tête nue) \|                                          | \| 20 centimes Napoléon III (Tête nue) \| | \| 20 centimes Napoléon III (Tête nue) \| | \| 20 centimes Napoléon III (Tête nue) \| |
| -------------------------------------------------------------------------------------------------- | ---------------------------------------------------------------------------------- | --- | --- | ----------------------------------------- |
| |                                                                                    | | |                                           |
| Avers : Napoléon III tête nue, entouré de l'inscription « Napoléon III Empereur ».                 | Avers : Napoléon III tête nue, entouré de l'inscription « Napoléon III Empereur ». | Revers : Au centre la mention « 20 Cent » et le millésime entouré d'une couronne formée de deux branches de laurier. Inscription « Empire Français » sur le pourtour. | Revers : Au centre la mention « 20 Cent » et le millésime entouré d'une couronne formée de deux branches de laurier. Inscription « Empire Français » sur le pourtour. |                                           |
| Masse 1 g                                                                                          | Alliage Argent 900 ‰                                                               | Diamètre 15 mm | Épaisseur |                                           |
| Artiste(s) Jacques-Jean Barre                                                                      | Artiste(s) Jacques-Jean Barre                                                      | Tranche Striée | Tranche Striée |                                           |
| Millésimes 1853-1860 et 1862-1863                                                                  |                                                                                    | | |                                           |
| |                                                                                    | | |                                           |
| Remarques – Marque des ateliers monétaires sur le revers : A (Paris), BB (Strasbourg) et D (Lyon). |                                                                                    | | |                                           |
| 20 centimes Napoléon III (Tête nue)                                                                |                                                                                    | | |                                           |

| \| 20 centimes Napoléon III (Tête laurée) \|                                                           | \| 20 centimes Napoléon III (Tête laurée) \|                                                          | \| 20 centimes Napoléon III (Tête laurée) \|                                                                        | \| 20 centimes Napoléon III (Tête laurée) \|                                                                        | \| 20 centimes Napoléon III (Tête laurée) \| |
| --- | --- | --- | --- | -------------------------------------------- |
| Avers et revers                                                                                        | | | |                                              |
| Avers : Napoléon III tête laurée, entouré de l'inscription « Napoléon III Empereur » et du millésime.  | Avers : Napoléon III tête laurée, entouré de l'inscription « Napoléon III Empereur » et du millésime. | Revers : Au centre la mention « 20 Cent » surmonté d'une couronne. Inscription « Empire Français » sur le pourtour. | Revers : Au centre la mention « 20 Cent » surmonté d'une couronne. Inscription « Empire Français » sur le pourtour. |                                              |
| Masse 1 g                                                                                              | Alliage Argent 835 ‰                                                                                  | Diamètre 15 mm (petit module, 1864 à 1866) et 15,6 mm (grand module, 1867 à 1868)                                   | Épaisseur |                                              |
| Artiste(s) Désiré-Albert Barre                                                                         | Artiste(s) Désiré-Albert Barre                                                                        | Tranche Striée | Tranche Striée |                                              |
| Millésimes 1864-1868                                                                                   | | | |                                              |
| | | | |                                              |
| Remarques – Marque des ateliers monétaires sur le revers : A (Paris), BB (Strasbourg) et K (Bordeaux). | | | |                                              |
| 20 centimes Napoléon III (Tête laurée)                                                                 | | | |                                              |

### 50 centimes
| \| 50 centimes Napoléon III (Tête nue) \|                                                          | \| 50 centimes Napoléon III (Tête nue) \|                                          | \| 50 centimes Napoléon III (Tête nue) \| | \| 50 centimes Napoléon III (Tête nue) \| | \| 50 centimes Napoléon III (Tête nue) \| |
| -------------------------------------------------------------------------------------------------- | ---------------------------------------------------------------------------------- | --- | --- | ----------------------------------------- |
| |                                                                                    | | |                                           |
| Avers : Napoléon III tête nue, entouré de l'inscription « Napoléon III Empereur ».                 | Avers : Napoléon III tête nue, entouré de l'inscription « Napoléon III Empereur ». | Revers : Au centre la mention « 50 Cent » et le millésime entouré d'une couronne formée de deux branches de laurier. Inscription « Empire Français » sur le pourtour. | Revers : Au centre la mention « 50 Cent » et le millésime entouré d'une couronne formée de deux branches de laurier. Inscription « Empire Français » sur le pourtour. |                                           |
| Masse 2,5 g                                                                                        | Alliage Argent 900 ‰                                                               | Diamètre 18 mm | Épaisseur |                                           |
| Artiste(s) Jacques-Jean Barre                                                                      | Artiste(s) Jacques-Jean Barre                                                      | Tranche Striée | Tranche Striée |                                           |
| Millésimes 1853-1860 et 1862-1863                                                                  |                                                                                    | | |                                           |
| |                                                                                    | | |                                           |
| Remarques – Marque des ateliers monétaires sur le revers : A (Paris), BB (Strasbourg) et D (Lyon). |                                                                                    | | |                                           |
| 50 centimes Napoléon III (Tête nue)                                                                |                                                                                    | | |                                           |

| \| 50 centimes Napoléon III (Tête laurée) \|                                                           | \| 50 centimes Napoléon III (Tête laurée) \|                                                          | \| 50 centimes Napoléon III (Tête laurée) \|                                                                        | \| 50 centimes Napoléon III (Tête laurée) \|                                                                        | \| 50 centimes Napoléon III (Tête laurée) \| |
| --- | --- | --- | --- | -------------------------------------------- |
| | | | |                                              |
| Avers : Napoléon III tête laurée, entouré de l'inscription « Napoléon III Empereur » et du millésime.  | Avers : Napoléon III tête laurée, entouré de l'inscription « Napoléon III Empereur » et du millésime. | Revers : Au centre la mention « 50 Cent » surmonté d'une couronne. Inscription « Empire Français » sur le pourtour. | Revers : Au centre la mention « 50 Cent » surmonté d'une couronne. Inscription « Empire Français » sur le pourtour. |                                              |
| Masse 2,5 g                                                                                            | Alliage Argent 900 ‰                                                                                  | Diamètre 18 mm (petit module, 1864 à 1866) et 15,6 mm (grand module, 1867 à 1868)                                   | Épaisseur |                                              |
| Artiste(s) Jacques-Jean Barre                                                                          | Artiste(s) Jacques-Jean Barre                                                                         | Tranche Striée | Tranche Striée |                                              |
| Millésimes 1864-1869                                                                                   | | | |                                              |
| | | | |                                              |
| Remarques – Marque des ateliers monétaires sur le revers : A (Paris), BB (Strasbourg) et K (Bordeaux). | | | |                                              |
| 50 centimes Napoléon III (Tête laurée)                                                                 | | | |                                              |

### 1 franc
| \| 1 franc Napoléon III (Tête nue) \|                                                              | \| 1 franc Napoléon III (Tête nue) \|                                              | \| 1 franc Napoléon III (Tête nue) \| | \| 1 franc Napoléon III (Tête nue) \| | \| 1 franc Napoléon III (Tête nue) \| |
| -------------------------------------------------------------------------------------------------- | ---------------------------------------------------------------------------------- | --- | --- | ------------------------------------- |
| |                                                                                    | | |                                       |
| Avers : Napoléon III tête nue, entouré de l'inscription « Napoléon III Empereur ».                 | Avers : Napoléon III tête nue, entouré de l'inscription « Napoléon III Empereur ». | Revers : Au centre la mention « 1 franc » et le millésime entouré d'une couronne formée de deux branches de laurier. Inscription « Empire Français » sur le pourtour. | Revers : Au centre la mention « 1 franc » et le millésime entouré d'une couronne formée de deux branches de laurier. Inscription « Empire Français » sur le pourtour. |                                       |
| Masse 5 g                                                                                          | Alliage Argent 900 ‰                                                               | Diamètre 23 mm | Épaisseur |                                       |
| Artiste(s) Jacques-Jean Barre                                                                      | Artiste(s) Jacques-Jean Barre                                                      | Tranche Cannelée | Tranche Cannelée |                                       |
| Millésimes 1853-1861 et 1863                                                                       |                                                                                    | | |                                       |
| |                                                                                    | | |                                       |
| Remarques – Marque des ateliers monétaires sur le revers : A (Paris), BB (Strasbourg) et D (Lyon). |                                                                                    | | |                                       |
| 1 franc Napoléon III (Tête nue)                                                                    |                                                                                    | | |                                       |

| \| 1 franc Napoléon III (Tête laurée) \|                                                               | \| 1 franc Napoléon III (Tête laurée) \|                                           | \| 1 franc Napoléon III (Tête laurée) \| | \| 1 franc Napoléon III (Tête laurée) \| | \| 1 franc Napoléon III (Tête laurée) \| |
| --- | ---------------------------------------------------------------------------------- | --- | --- | ---------------------------------------- |
| |                                                                                    | | |                                          |
| Avers : Napoléon III tête nue, entouré de l'inscription « Napoléon III Empereur ».                     | Avers : Napoléon III tête nue, entouré de l'inscription « Napoléon III Empereur ». | Revers : Armoiries de l'Empire avec la mention « 1 F » de part et d'autre. Le millésime en dessous. Inscription « Empire Français » en haut. | Revers : Armoiries de l'Empire avec la mention « 1 F » de part et d'autre. Le millésime en dessous. Inscription « Empire Français » en haut. |                                          |
| Masse 5 g                                                                                              | Alliage Argent 900 ‰                                                               | Diamètre 23 mm | Épaisseur |                                          |
| Artiste(s) Jacques-Jean Barre                                                                          | Artiste(s) Jacques-Jean Barre                                                      | Tranche Cannelée | Tranche Cannelée |                                          |
| Millésimes 1862 et 1866-1870                                                                           |                                                                                    | | |                                          |
| |                                                                                    | | |                                          |
| Remarques – Marque des ateliers monétaires sur le revers : A (Paris), BB (Strasbourg) et K (Bordeaux). |                                                                                    | | |                                          |
| 1 franc Napoléon III (Tête laurée)                                                                     |                                                                                    | | |                                          |

### 2 francs
| \| 2 francs Napoléon III (Tête nue) \|                                                             | \| 2 francs Napoléon III (Tête nue) \|                                             | \| 2 francs Napoléon III (Tête nue) \| | \| 2 francs Napoléon III (Tête nue) \| | \| 2 francs Napoléon III (Tête nue) \| |
| -------------------------------------------------------------------------------------------------- | ---------------------------------------------------------------------------------- | --- | --- | -------------------------------------- |
| |                                                                                    | | |                                        |
| Avers : Napoléon III tête nue, entouré de l'inscription « Napoléon III Empereur ».                 | Avers : Napoléon III tête nue, entouré de l'inscription « Napoléon III Empereur ». | Revers : Au centre la mention « 2 francs » et le millésime entouré d'une couronne formée de deux branches de laurier. Inscription « Empire Français » sur le pourtour. | Revers : Au centre la mention « 2 francs » et le millésime entouré d'une couronne formée de deux branches de laurier. Inscription « Empire Français » sur le pourtour. |                                        |
| Masse 10 g                                                                                         | Alliage Argent 900 ‰                                                               | Diamètre 27 mm | Épaisseur |                                        |
| Artiste(s) Jacques-Jean Barre                                                                      | Artiste(s) Jacques-Jean Barre                                                      | Tranche Striée | Tranche Striée |                                        |
| Millésimes 1853-1859                                                                               |                                                                                    | | |                                        |
| |                                                                                    | | |                                        |
| Remarques – Marque des ateliers monétaires sur le revers : A (Paris), BB (Strasbourg) et D (Lyon). |                                                                                    | | |                                        |
| 2 francs Napoléon III (Tête nue)                                                                   |                                                                                    | | |                                        |

| \| 2 francs Napoléon III (Tête laurée) \|                                                              | \| 2 francs Napoléon III (Tête laurée) \|                                          | \| 2 francs Napoléon III (Tête laurée) \| | \| 2 francs Napoléon III (Tête laurée) \| | \| 2 francs Napoléon III (Tête laurée) \| |
| --- | ---------------------------------------------------------------------------------- | --- | --- | ----------------------------------------- |
| |                                                                                    | | |                                           |
| Avers : Napoléon III tête nue, entouré de l'inscription « Napoléon III Empereur ».                     | Avers : Napoléon III tête nue, entouré de l'inscription « Napoléon III Empereur ». | Revers : Armoiries de l'Empire avec la mention « 2 F » de part et d'autre. Le millésime en dessous. Inscription « Empire Français » en haut. | Revers : Armoiries de l'Empire avec la mention « 2 F » de part et d'autre. Le millésime en dessous. Inscription « Empire Français » en haut. |                                           |
| Masse 10 g                                                                                             | Alliage Argent 900 ‰                                                               | Diamètre 27 mm | Épaisseur |                                           |
| Artiste(s) Désiré-Albert Barre                                                                         | Artiste(s) Désiré-Albert Barre                                                     | Tranche Striée | Tranche Striée |                                           |
| Millésimes 1866-1870                                                                                   |                                                                                    | | |                                           |
| |                                                                                    | | |                                           |
| Remarques – Marque des ateliers monétaires sur le revers : A (Paris), BB (Strasbourg) et K (Bordeaux). |                                                                                    | | |                                           |
| 2 francs Napoléon III (Tête laurée)                                                                    |                                                                                    | | |                                           |

### 5 francs
| \| 5 francs Napoléon III (Tête nue) \|                                                             | \| 5 francs Napoléon III (Tête nue) \|                                             | \| 5 francs Napoléon III (Tête nue) \| | \| 5 francs Napoléon III (Tête nue) \| | \| 5 francs Napoléon III (Tête nue) \| |
| -------------------------------------------------------------------------------------------------- | ---------------------------------------------------------------------------------- | --- | --- | -------------------------------------- |
| Avers et revers                                                                                    |                                                                                    | | |                                        |
| Avers : Napoléon III tête nue, entouré de l'inscription « Napoléon III Empereur ».                 | Avers : Napoléon III tête nue, entouré de l'inscription « Napoléon III Empereur ». | Revers : Armoiries de l'Empire avec la mention « 5 Francs » de part et d'autre. Le millésime en dessous. Inscription « Empire Français » en haut. | Revers : Armoiries de l'Empire avec la mention « 5 Francs » de part et d'autre. Le millésime en dessous. Inscription « Empire Français » en haut. |                                        |
| Masse 25 g                                                                                         | Alliage Argent 900 ‰                                                               | Diamètre 37 mm | Épaisseur |                                        |
| Artiste(s) Louis-Charles Bouvet                                                                    | Artiste(s) Louis-Charles Bouvet                                                    | Tranche Inscription « Dieu protège la France » | Tranche Inscription « Dieu protège la France » |                                        |
| Millésimes 1853-1859                                                                               |                                                                                    | | |                                        |
| |                                                                                    | | |                                        |
| Remarques – Marque des ateliers monétaires sur le revers : A (Paris), BB (Strasbourg) et D (Lyon). |                                                                                    | | |                                        |
| 5 francs Napoléon III (Tête nue)                                                                   |                                                                                    | | |                                        |

| \| 5 francs Napoléon III (Tête laurée) \|                                                | \| 5 francs Napoléon III (Tête laurée) \|                                          | \| 5 francs Napoléon III (Tête laurée) \| | \| 5 francs Napoléon III (Tête laurée) \| | \| 5 francs Napoléon III (Tête laurée) \| |
| ---------------------------------------------------------------------------------------- | ---------------------------------------------------------------------------------- | --- | --- | ----------------------------------------- |
| Avers et revers                                                                          |                                                                                    | | |                                           |
| Avers : Napoléon III tête nue, entouré de l'inscription « Napoléon III Empereur ».       | Avers : Napoléon III tête nue, entouré de l'inscription « Napoléon III Empereur ». | Revers : Armoiries de l'Empire avec la mention « 5 F » de part et d'autre. Le millésime en dessous. Inscription « Empire Français » en haut. | Revers : Armoiries de l'Empire avec la mention « 5 F » de part et d'autre. Le millésime en dessous. Inscription « Empire Français » en haut. |                                           |
| Masse 25 g                                                                               | Alliage Argent 900 ‰                                                               | Diamètre 37 mm | Épaisseur |                                           |
| Artiste(s) Désiré-Albert Barre                                                           | Artiste(s) Désiré-Albert Barre                                                     | Tranche Inscription « Dieu protège la France »                                                                                               | Tranche Inscription « Dieu protège la France »                                                                                               |                                           |
| Millésimes 1861-1870                                                                     |                                                                                    | | |                                           |
|                                                                                          |                                                                                    | | |                                           |
| Remarques – Marque des ateliers monétaires sur le revers : A (Paris) et BB (Strasbourg). |                                                                                    | | |                                           |
| 5 francs Napoléon III (Tête laurée)                                                      |                                                                                    | | |                                           |

## Monnaies en or

### 5 francs
| \| 5 francs Napoléon III Or (Tête nue) \|                                                | \| 5 francs Napoléon III Or (Tête nue) \|                                          | \| 5 francs Napoléon III Or (Tête nue) \| | \| 5 francs Napoléon III Or (Tête nue) \| | \| 5 francs Napoléon III Or (Tête nue) \| |
| ---------------------------------------------------------------------------------------- | ---------------------------------------------------------------------------------- | --- | --- | ----------------------------------------- |
|                                                                                          |                                                                                    | | |                                           |
| Avers : Napoléon III tête nue, entouré de l'inscription « Napoléon III Empereur ».       | Avers : Napoléon III tête nue, entouré de l'inscription « Napoléon III Empereur ». | Revers : La mention « 5 Francs » et le millésime entourés d'une couronne de deux branches de laurier. Inscription « Empire Français » en haut. | Revers : La mention « 5 Francs » et le millésime entourés d'une couronne de deux branches de laurier. Inscription « Empire Français » en haut. |                                           |
| Masse 1,612 g                                                                            | Alliage Or 900 ‰ dont 1,45 g pur                                                   | Diamètre 14,4 mm (petit module) et 16,7 mm (grand module)                                                                                      | Épaisseur |                                           |
| Artiste(s) Jean-Jacques Barre                                                            | Artiste(s) Jean-Jacques Barre                                                      | Tranche Striée | Tranche Striée |                                           |
| Millésimes 1854-1855 (petit module) et 1850-1860 (grand module)                          |                                                                                    | | |                                           |
|                                                                                          |                                                                                    | | |                                           |
| Remarques – Marque des ateliers monétaires sur le revers : A (Paris) et BB (Strasbourg). |                                                                                    | | |                                           |
| 5 francs Napoléon III Or (Tête nue)                                                      |                                                                                    | | |                                           |

| \| 5 francs Napoléon III Or (Tête laurée) \|                                             | \| 5 francs Napoléon III Or (Tête laurée) \|                                       | \| 5 francs Napoléon III Or (Tête laurée) \|                                                                                                   | \| 5 francs Napoléon III Or (Tête laurée) \|                                                                                                   | \| 5 francs Napoléon III Or (Tête laurée) \| |
| ---------------------------------------------------------------------------------------- | ---------------------------------------------------------------------------------- | --- | --- | -------------------------------------------- |
| Avers et revers                                                                          |                                                                                    | | |                                              |
| Avers : Napoléon III tête nue, entouré de l'inscription « Napoléon III Empereur ».       | Avers : Napoléon III tête nue, entouré de l'inscription « Napoléon III Empereur ». | Revers : La mention « 5 Francs » et le millésime entourés d'une couronne de deux branches de laurier. Inscription « Empire Français » en haut. | Revers : La mention « 5 Francs » et le millésime entourés d'une couronne de deux branches de laurier. Inscription « Empire Français » en haut. |                                              |
| Masse 1,612 g                                                                            | Alliage Or 900 ‰ dont 1,45 g pur                                                   | Diamètre 17 mm | Épaisseur |                                              |
| Artiste(s) Désiré-Albert Barre                                                           | Artiste(s) Désiré-Albert Barre                                                     | Tranche Striée | Tranche Striée |                                              |
| Millésimes 1862-1868                                                                     |                                                                                    | | |                                              |
|                                                                                          |                                                                                    | | |                                              |
| Remarques – Marque des ateliers monétaires sur le revers : A (Paris) et BB (Strasbourg). |                                                                                    | | |                                              |
| 5 francs Napoléon III Or (Tête laurée)                                                   |                                                                                    | | |                                              |

### 10 francs
| \| 10 francs Napoléon III Or (Tête nue) \|                                               | \| 10 francs Napoléon III Or (Tête nue) \|                                         | \| 10 francs Napoléon III Or (Tête nue) \| | \| 10 francs Napoléon III Or (Tête nue) \| | \| 10 francs Napoléon III Or (Tête nue) \| |
| ---------------------------------------------------------------------------------------- | ---------------------------------------------------------------------------------- | --- | --- | ------------------------------------------ |
| Avers                                                                                    |                                                                                    | | |                                            |
| Avers : Napoléon III tête nue, entouré de l'inscription « Napoléon III Empereur ».       | Avers : Napoléon III tête nue, entouré de l'inscription « Napoléon III Empereur ». | Revers : La mention « 10 francs » et le millésime entourés d'une couronne de deux branches de laurier. Inscription « Empire Français » en haut. | Revers : La mention « 10 francs » et le millésime entourés d'une couronne de deux branches de laurier. Inscription « Empire Français » en haut. |                                            |
| Masse 3,22 g                                                                             | Alliage Or 900 ‰ dont 2,9 g pur                                                    | Diamètre 17,2 mm (petit module) et 19 mm (grand module)                                                                                         | Épaisseur |                                            |
| Artiste(s) Jean-Jacques Barre                                                            | Artiste(s) Jean-Jacques Barre                                                      | Tranche Striée | Tranche Striée |                                            |
| Millésimes 1854-1855 (petit module) et 1855-1860 (grand module)                          |                                                                                    | | |                                            |
|                                                                                          |                                                                                    | | |                                            |
| Remarques – Marque des ateliers monétaires sur le revers : A (Paris) et BB (Strasbourg). |                                                                                    | | |                                            |
| 10 francs Napoléon III Or (Tête nue)                                                     |                                                                                    | | |                                            |

| \| 10 francs Napoléon III Or (Tête laurée) \|                                            | \| 10 francs Napoléon III Or (Tête laurée) \|                                      | \| 10 francs Napoléon III Or (Tête laurée) \|                                                                                                   | \| 10 francs Napoléon III Or (Tête laurée) \|                                                                                                   | \| 10 francs Napoléon III Or (Tête laurée) \| |
| ---------------------------------------------------------------------------------------- | ---------------------------------------------------------------------------------- | --- | --- | --------------------------------------------- |
|                                                                                          |                                                                                    | | |                                               |
| Avers : Napoléon III tête nue, entouré de l'inscription « Napoléon III Empereur ».       | Avers : Napoléon III tête nue, entouré de l'inscription « Napoléon III Empereur ». | Revers : La mention « 10 francs » et le millésime entourés d'une couronne de deux branches de laurier. Inscription « Empire Français » en haut. | Revers : La mention « 10 francs » et le millésime entourés d'une couronne de deux branches de laurier. Inscription « Empire Français » en haut. |                                               |
| Masse 3,22 g                                                                             | Alliage Or 900 ‰ dont 2,9 g pur                                                    | Diamètre 19 mm | Épaisseur |                                               |
| Artiste(s) Désiré-Albert Barre                                                           | Artiste(s) Désiré-Albert Barre                                                     | Tranche Striée | Tranche Striée |                                               |
| Millésimes 1861-1868                                                                     |                                                                                    | | |                                               |
|                                                                                          |                                                                                    | | |                                               |
| Remarques – Marque des ateliers monétaires sur le revers : A (Paris) et BB (Strasbourg). |                                                                                    | | |                                               |
| 10 francs Napoléon III Or (Tête laurée)                                                  |                                                                                    | | |                                               |

### 20 francs
| \| 20 francs Napoléon III Or (Tête nue) \|                                                         | \| 20 francs Napoléon III Or (Tête nue) \|                                         | \| 20 francs Napoléon III Or (Tête nue) \| | \| 20 francs Napoléon III Or (Tête nue) \| | \| 20 francs Napoléon III Or (Tête nue) \| |
| -------------------------------------------------------------------------------------------------- | ---------------------------------------------------------------------------------- | --- | --- | ------------------------------------------ |
| Avers et revers                                                                                    |                                                                                    | | |                                            |
| Avers : Napoléon III tête nue, entouré de l'inscription « Napoléon III Empereur ».                 | Avers : Napoléon III tête nue, entouré de l'inscription « Napoléon III Empereur ». | Revers : Au centre la mention « 20 F » et le millésime entouré d'une couronne formée de deux branches de laurier. Inscription « Empire Français » sur le pourtour. | Revers : Au centre la mention « 20 F » et le millésime entouré d'une couronne formée de deux branches de laurier. Inscription « Empire Français » sur le pourtour. |                                            |
| Masse 6,45 g                                                                                       | Alliage Or 900 ‰ dont 5,80 g pur                                                   | Diamètre 21 mm | Épaisseur |                                            |
| Artiste(s) Désiré-Albert Barre                                                                     | Artiste(s) Désiré-Albert Barre                                                     | Tranche Inscription « Dieu protège la France » | Tranche Inscription « Dieu protège la France » |                                            |
| Millésimes 1853-1860                                                                               |                                                                                    | | |                                            |
| |                                                                                    | | |                                            |
| Remarques – Marque des ateliers monétaires sur le revers : A (Paris), BB (Strasbourg) et D (Lyon). |                                                                                    | | |                                            |
| 20 francs Napoléon III Or (Tête nue)                                                               |                                                                                    | | |                                            |

| \| 20 francs Napoléon III Or (Tête laurée) \|                                            | \| 20 francs Napoléon III Or (Tête laurée) \|                                      | \| 20 francs Napoléon III Or (Tête laurée) \|                                                                                                 | \| 20 francs Napoléon III Or (Tête laurée) \|                                                                                                 | \| 20 francs Napoléon III Or (Tête laurée) \| |
| ---------------------------------------------------------------------------------------- | ---------------------------------------------------------------------------------- | --- | --- | --------------------------------------------- |
| Avers et revers                                                                          |                                                                                    | | |                                               |
| Avers : Napoléon III tête nue, entouré de l'inscription « Napoléon III Empereur ».       | Avers : Napoléon III tête nue, entouré de l'inscription « Napoléon III Empereur ». | Revers : Armoiries de l'Empire avec la mention « 20 F » de part et d'autre. Le millésime en dessous. Inscription « Empire Français » en haut. | Revers : Armoiries de l'Empire avec la mention « 20 F » de part et d'autre. Le millésime en dessous. Inscription « Empire Français » en haut. |                                               |
| Masse 6,45 g                                                                             | Alliage Or 900 ‰ dont 5,80 g pur                                                   | Diamètre 21 mm | Épaisseur |                                               |
| Artiste(s) Désiré-Albert Barre                                                           | Artiste(s) Désiré-Albert Barre                                                     | Tranche Inscription « Dieu protège la France »                                                                                                | Tranche Inscription « Dieu protège la France »                                                                                                |                                               |
| Millésimes 1861-1870                                                                     |                                                                                    | | |                                               |
|                                                                                          |                                                                                    | | |                                               |
| Remarques – Marque des ateliers monétaires sur le revers : A (Paris) et BB (Strasbourg). |                                                                                    | | |                                               |
| 20 francs Napoléon III Or (Tête laurée)                                                  |                                                                                    | | |                                               |

### 50 francs
| \| 50 francs Napoléon III Or (Tête nue) \|                                               | \| 50 francs Napoléon III Or (Tête nue) \|                                         | \| 50 francs Napoléon III Or (Tête nue) \| | \| 50 francs Napoléon III Or (Tête nue) \| | \| 50 francs Napoléon III Or (Tête nue) \| |
| ---------------------------------------------------------------------------------------- | ---------------------------------------------------------------------------------- | --- | --- | ------------------------------------------ |
| Avers                                                                                    |                                                                                    | | |                                            |
| Avers : Napoléon III tête nue, entouré de l'inscription « Napoléon III Empereur ».       | Avers : Napoléon III tête nue, entouré de l'inscription « Napoléon III Empereur ». | Revers : Armoiries de l'Empire avec la mention « 50 F » de part et d'autre. Le millésime en dessous. Inscription « Empire Français » en haut. | Revers : Armoiries de l'Empire avec la mention « 50 F » de part et d'autre. Le millésime en dessous. Inscription « Empire Français » en haut. |                                            |
| Masse 16,12 g                                                                            | Alliage Or 900 ‰ dont 14,5 g pur                                                   | Diamètre 28 mm | Épaisseur |                                            |
| Artiste(s) Désiré-Albert Barre                                                           | Artiste(s) Désiré-Albert Barre                                                     | Tranche Inscription « Dieu protège la France »                                                                                                | Tranche Inscription « Dieu protège la France »                                                                                                |                                            |
| Millésimes 1855-1859                                                                     |                                                                                    | | |                                            |
|                                                                                          |                                                                                    | | |                                            |
| Remarques – Marque des ateliers monétaires sur le revers : A (Paris) et BB (Strasbourg). |                                                                                    | | |                                            |
| 50 francs Napoléon III Or (Tête nue)                                                     |                                                                                    | | |                                            |

| \| 50 francs Napoléon III Or (Tête laurée) \|                                            | \| 50 francs Napoléon III Or (Tête laurée) \|                                      | \| 50 francs Napoléon III Or (Tête laurée) \|                                                                                                 | \| 50 francs Napoléon III Or (Tête laurée) \|                                                                                                 | \| 50 francs Napoléon III Or (Tête laurée) \| |
| ---------------------------------------------------------------------------------------- | ---------------------------------------------------------------------------------- | --- | --- | --------------------------------------------- |
|                                                                                          |                                                                                    | | |                                               |
| Avers : Napoléon III tête nue, entouré de l'inscription « Napoléon III Empereur ».       | Avers : Napoléon III tête nue, entouré de l'inscription « Napoléon III Empereur ». | Revers : Armoiries de l'Empire avec la mention « 50 F » de part et d'autre. Le millésime en dessous. Inscription « Empire Français » en haut. | Revers : Armoiries de l'Empire avec la mention « 50 F » de part et d'autre. Le millésime en dessous. Inscription « Empire Français » en haut. |                                               |
| Masse 16,12 g                                                                            | Alliage Or 900 ‰ dont 14,5 g pur                                                   | Diamètre 28 mm | Épaisseur |                                               |
| Artiste(s) Désiré-Albert Barre                                                           | Artiste(s) Désiré-Albert Barre                                                     | Tranche Inscription « Dieu protège la France »                                                                                                | Tranche Inscription « Dieu protège la France »                                                                                                |                                               |
| Millésimes 1862-1868                                                                     |                                                                                    | | |                                               |
|                                                                                          |                                                                                    | | |                                               |
| Remarques – Marque des ateliers monétaires sur le revers : A (Paris) et BB (Strasbourg). |                                                                                    | | |                                               |
| 50 francs Napoléon III Or (Tête laurée)                                                  |                                                                                    | | |                                               |

### 100 francs
| \| 100 francs Napoléon III Or (Tête nue) \|                                              | \| 100 francs Napoléon III Or (Tête nue) \|                                        | \| 100 francs Napoléon III Or (Tête nue) \| | \| 100 francs Napoléon III Or (Tête nue) \| | \| 100 francs Napoléon III Or (Tête nue) \| |
| ---------------------------------------------------------------------------------------- | ---------------------------------------------------------------------------------- | --- | --- | ------------------------------------------- |
| Avers et revers                                                                          |                                                                                    | | |                                             |
| Avers : Napoléon III tête nue, entouré de l'inscription « Napoléon III Empereur ».       | Avers : Napoléon III tête nue, entouré de l'inscription « Napoléon III Empereur ». | Revers : Armoiries de l'Empire avec la mention « 100 F » de part et d'autre. Le millésime en dessous. Inscription « Empire Français » en haut. | Revers : Armoiries de l'Empire avec la mention « 100 F » de part et d'autre. Le millésime en dessous. Inscription « Empire Français » en haut. |                                             |
| Masse 32,25 g                                                                            | Alliage Or 900 ‰ dont 29 g pur                                                     | Diamètre 35 mm | Épaisseur |                                             |
| Artiste(s) Désiré-Albert Barre                                                           | Artiste(s) Désiré-Albert Barre                                                     | Tranche Inscription « Dieu protège la France »                                                                                                 | Tranche Inscription « Dieu protège la France »                                                                                                 |                                             |
| Millésimes 1855-1859                                                                     |                                                                                    | | |                                             |
|                                                                                          |                                                                                    | | |                                             |
| Remarques – Marque des ateliers monétaires sur le revers : A (Paris) et BB (Strasbourg). |                                                                                    | | |                                             |
| 100 francs Napoléon III Or (Tête nue)                                                    |                                                                                    | | |                                             |

| \| 100 francs Napoléon III Or (Tête laurée) \|                                           | \| 100 francs Napoléon III Or (Tête laurée) \|                                     | \| 100 francs Napoléon III Or (Tête laurée) \|                                                                                                 | \| 100 francs Napoléon III Or (Tête laurée) \|                                                                                                 | \| 100 francs Napoléon III Or (Tête laurée) \| |
| ---------------------------------------------------------------------------------------- | ---------------------------------------------------------------------------------- | --- | --- | ---------------------------------------------- |
| Avers et revers                                                                          |                                                                                    | | |                                                |
| Avers : Napoléon III tête nue, entouré de l'inscription « Napoléon III Empereur ».       | Avers : Napoléon III tête nue, entouré de l'inscription « Napoléon III Empereur ». | Revers : Armoiries de l'Empire avec la mention « 100 F » de part et d'autre. Le millésime en dessous. Inscription « Empire Français » en haut. | Revers : Armoiries de l'Empire avec la mention « 100 F » de part et d'autre. Le millésime en dessous. Inscription « Empire Français » en haut. |                                                |
| Masse 32,25 g                                                                            | Alliage Or 900 ‰ dont 29 g pur                                                     | Diamètre 35 mm | Épaisseur |                                                |
| Artiste(s) Désiré-Albert Barre                                                           | Artiste(s) Désiré-Albert Barre                                                     | Tranche Inscription « Dieu protège la France »                                                                                                 | Tranche Inscription « Dieu protège la France »                                                                                                 |                                                |
| Millésimes 1862-1870                                                                     |                                                                                    | | |                                                |
|                                                                                          |                                                                                    | | |                                                |
| Remarques – Marque des ateliers monétaires sur le revers : A (Paris) et BB (Strasbourg). |                                                                                    | | |                                                |
| 100 francs Napoléon III Or (Tête laurée)                                                 |                                                                                    | | |                                                |

## Ateliers monétaires
| Lettre | Différent        | Lieu       |
| ------ | ---------------- | ---------- |
| A      | Main             | Paris      |
| B      | Marteau          | Rouen      |
| BB     | Abeille          | Strasbourg |
| D      | Lion             | Lyon       |
| K      | Feuille de vigne | Bordeaux   |
| MA     | Coquillage       | Marseille  |
| W      | Lampe            | Lille      |

| Lettre | Différent | Lieu       |
| ------ | --------- | ---------- |
| A      | Abeille   | Paris      |
| BB     | Croix     | Strasbourg |
| K      | Marteau   | Bordeaux   |

## Graveurs
| Période d'activité | Graveur             | Différent     |
| 1843 - 1855        | Jacques-Jean Barre  | Tête de chien |
| 1855 - 1878        | Désiré-Albert Barre | Ancre         |

## Billets
Durant cette période, la Banque de France émit les billets suivants :

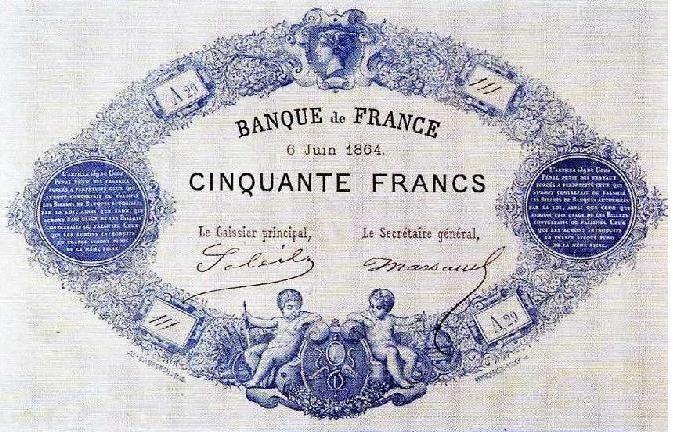
Le 50 francs bleu.
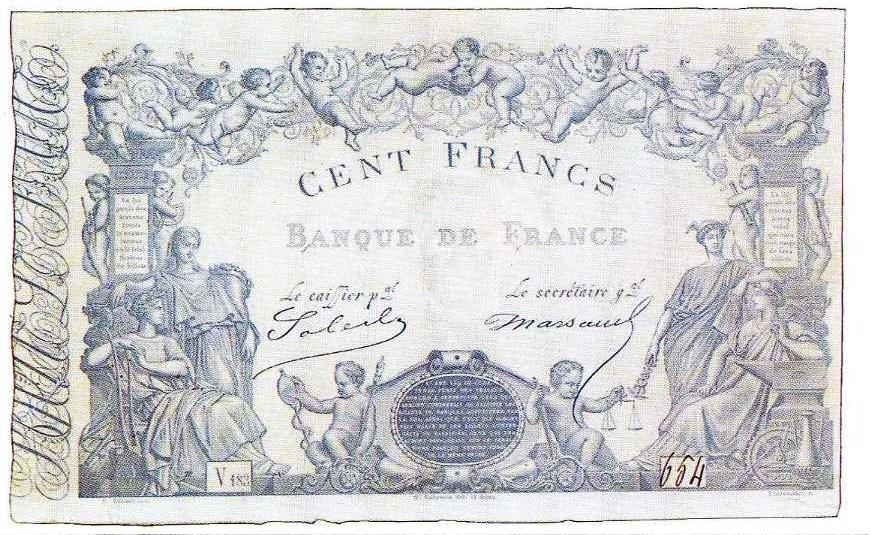
Le 100 francs bleu.
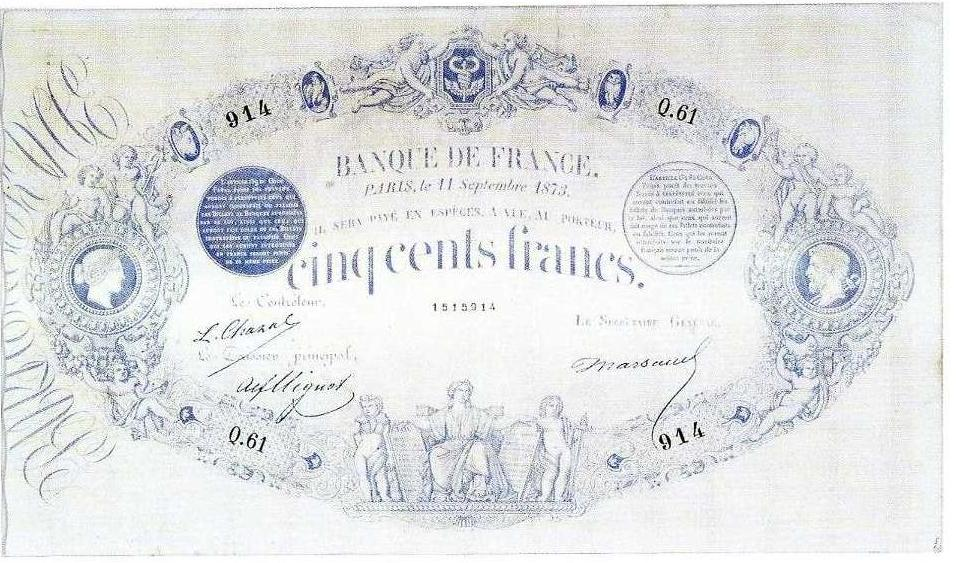
Le 500 francs bleu.
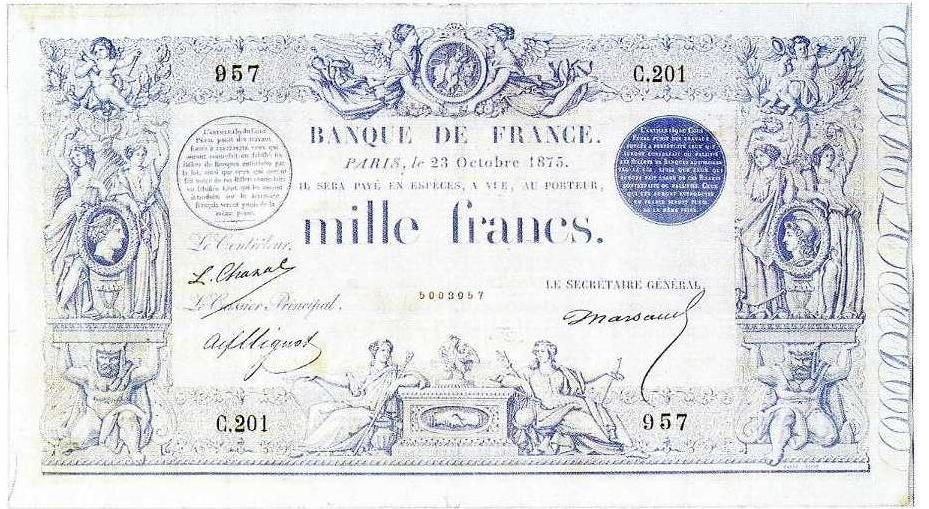
Le 1 000 francs bleu.